# Дергачівська міська територіальна громада
Дергачівська міська об'єднана територіальна громада — об'єднана територіальна громада в Україні, в Харківському районі Харківської області. Адміністративний центр — місто Дергачі.
Площа громади — 544,1 км2, населення громади — 43 942 осіб (2020)
Утворена 12 червня 2020 року шляхом об'єднання Дергачівської міської ради, Козачолопанської, Прудянської, Слатинської селищних рад, а також Безруківської, Проходівської, Русько-Лозівської і Токарівської сільських рад Дергачівського району Харківської області. Перші вибори міської ради та міського голови Дергачівської міської громади відбулися 25 жовтня 2020 року.

## Населені пункти
До складу громади входять 1 місто (Дергачі), 6 селищ (Ветеринарне, Козача Лопань, Нове, Питомник, Прудянка, Слатине) та 31 село (Алісівка, Безруки, Білаші, Болибоки, Бугаївка, Великі Проходи, Висока Яруга, Гоптівка, Гранів, Дементіївка, Дубівка, Ємці, Замірці, Кочубеївка, Кудіївка, Лещенки, Лобанівка, Малі Проходи, Маслії, Мищенки, Нова Козача, Руська Лозова, Семенівка, Солоний Яр, Токарівка, Токарівка Друга, Цупівка, Шаповалівка, Шевченка, Шовкопляси, Шопине).

## Символіка
Затверджена 3 грудня 2021 року на сесії Дергачівської міської ради.

### Герб
У щиті герба застосовується перехресне ділення поля. Тинктури (фони) поля – срібні та лазурові – розташовані в шаховому порядку.
На верхній лазуровій тинктурі розміщено символ прикордонного статусу Дергачівської громади – прямий рівносторонній хрест з розбіжними кінцями зеленого кольору та двома срібними схрещеними мечами вістрям угору. На верхній срібній тинктурі розташований український козак у національному одязі з пікою у правій руці, повернутий геральдично праворуч, який уособлює історичну спадщину Дергачівщини.
На нижній лазуровій тинктурі знаходяться п’ять золотих колосків, що символізують аграрний потенціал Дергачівського краю. Нижня срібна тинктура містить історичні символи місцевої флори та фауни – птаха деркача натурального кольору серед очерету.
З правого та лівого боку від щита картуш обрамлено дубовим листям і жолудями – символами багатства зелених насаджень Дергачівщини. 

### Прапор
Прапор Дергачівської громади має вигляд прямокутного малинового полотнища, в центрі якого розташовано герб у вигляді геральдичного щита із заокругленою нижньою частиною в золотому картуші, що символізує багатство громади. Картуш увінчано срібною міською мурованою короною з трьома зубцями.